# Ramiro II. Leónský
Ramiro II. (900 – 1. ledna 951), syn Ordoña II. a Elvíry Menéndez, byl králem Leónu a Galicie od roku 931 až do své smrti. Původně byl pouze titulárním králem části království, ale poté, co v roce 931 sesadil svého bratra Alfonse IV. a bratrance Alfonse Fróileze, získal království León i Galicii. Na informace skrovná kronika Anales castellanos primeros (česky: První kastilské anály) je hlavním zdrojem o jeho vládě.
Energicky pořádal tažení proti Maurům, kteří ho pro jeho zuřivost a zápal v bitvě nazývali „Ďáblem“. V bitvě u města Simancas porazil roku 939 armádu umajjovského chalífy Abd ar-Rahmána III.

## Nástup na trůn
Když byl krátce před svou smrtí roku 910 Alfons III. Veliký donucen svými syny abdikovat, království Asturie se dostalo do víru následnických sporů mezi jednotlivými členy vládnoucí Asturské dynastie a mezi podpůrci jednotlivých frakcí regionální aristokracie. Království bylo následně rozděleno. García I. Leónský obdržel království León, Ordoño II. království Galicie a Fruela II. království Asturie.
Po rychlém sledu úmrtí Garcíi I. (914) a Ordoñi II. (924), se podařilo říši opět rekonsolidovat, Fruela II. vládl sjednocenému území, které bylo od té doby nazýváno jako království león. Jeho smrt dalšího roku (925) opět přinesla spory v nástupnictví a rozdělení říše. Jeho bratr Ramiro se oženil s vdovou po Fruelovi a začal užívat královský titul, ale nezískal žádnou podporu. Místo toho se do popředí dostala další generace Asturské dynastie.
Jako nejstarší syn předchozího krále se království ujal Alfons Fróilaz, který však nebyl schopen rozšířit svou moc do všech koutů země. Posléze ho zatlačili do pozadí jeho bratranci, kteří měli podporu pamplonského krále. Království tam bylo opět rozděleno, Sancho Ordóñez, nejstarší z bratrů, získal Galicii, Alfonso IV. León a Ramiro II. území nově dobyté na muslimech (podle kronikáře ibn Hajjána v okolí města Coimbra).
Když Sancho roku 929 zemřel, jeho království bylo absorbováno Alfonsem IV., ale v rychlém sledu událostí Ramiro II. přinutil svého bratra k abdikaci a oslepil ho a syny Fruela II., aby je tak zneschopnil vládnout.

## Vláda
Ramiro se ukázal jako vynikající velitel a rozšířil své území na jih až k Salamance. Dále také podporoval zakládání a repopulaci opevněných měst (např. Osma). Následně vyjednal alianci svého a pamplonského království, která mu umožnila porazit andaluskou protiofenzívu v bitvě u města Simancas (939). Toto vítězství umožnilo posunout hranici Leónu od řeky Douro až k řece Tormes.
V posledních letech své vlády ztratil podporu svého švagra krále Garcíi Sáncheze I. Pamplonského, který následně začal podporovat Fernána Gonzáleze, kastilského hraběte, v jeho úsilí o nezávislost. Ještě v roce 950 Ramiro připravil další expedici proti Umajjovcům, které porazil u Talavera de la Reina.

## Rodina
Ramiro II. se oženil dvakrát. Jeho první manželkou byla členka galicijské aristokracie a jeho sestřenice Adosinda Gutiérrez, dcera Gutiera Osórize and Ildonzii Menéndez (sestra Ramirovy matky). Ramirovou druhou ženou byla Urraca Sánchez Pamplonská, dcera Sancha I. a Tody Navarrské, díky čemuž uzavřel alianci s pamplonským královstvím. S Adosindou měl Ramiro nejméně dva syny, Bermunda, o němž se nedochovalo mnoho zpráv a který zemřel ještě za Ramirova života, a Ordoño III., Ramirův nástupce. Dále měl taky dceru Terezu Leónskou, která byla manželkou Garcíi Sáncheze I. Pamplomského. S Urracou měl Ramiro syna Sancha a dceru Elvíru Ramírez. Tyto dva sňatky však byly příčinou budoucích dynastických sporů mezi Ordoñem a jeho synem Vermudem na jedné straně a Elvírou, Sanchem a jeho synem Ramirem.
Ramiro se objevuje v milostné básni Legenda o Gaie, která vypráví apokryfní příběh o Ramirovi, který svedl Ortegu, dceru místního arabského velmože. Má s ní syna Aboazara, praotcem galicijské/portugalské rodiny Maia. Tento příběh byl později připojen k jiné legendě, kterou vypráví Píseň o sedmi princích z Lary. Zde se místo syna narodí dcera Ortega Ramírez, která si má vzít Gustiose Gonzaleze, děda mytických sedmi princů, a Mudarry Gonzáles. Pozdější zpracování této legendy jmenuje předchůdce dynastie Lara, ale toto spojení je v současné době zpochybňováno.